# Ligue de hockey junior canadienne
La Ligue de hockey junior canadienne (LHJC), est une association de hockey sur glace canadienne Junior A comprenant différentes ligues et équipes. Elle a été créée en 1993.
Le champion national remporte la coupe de la Banque royale. Cinq équipes participent à l'épreuve, l'équipe de la ville hôte, et les vainqueurs des championnats régionaux en l'occurrence de la Coupe Fred Page, Coupe Dudley Hewitt, Coupe Doyle et Coupe Anavet.

## Ligues
- Zone Pacifique
  - Ligue de hockey de la Colombie-Britannique (LHCB) en Colombie-Britannique : 16 équipes
  - Ligue de hockey junior de l'Alberta (LHJA) en Alberta : 16 équipes
- Zone Ouest
  - Ligue de hockey junior de la Saskatchewan (LHJS) dans la Saskatchewan : 12 équipes
  - Ligue de hockey junior du Manitoba (LHJM) au Manitoba : 11 équipes
- Zone Centrale
  - Ligue de hockey junior supérieur International (LHJSI) dans le Nord-ouest de l'Ontario : 7 équipes
  - Ligue de hockey junior du Nord de l'Ontario (LHJNO) dans le Nord-est de l'Ontario : 7 équipes
  - Ligue de hockey junior de l'Ontario (LHJO), Golden Horseshoe, au centre de l'Ontario : 27 équipes
- Zone Est
  - Ligue centrale de hockey junior A (LCHJA) dans l'Est de l'Ontario : 11 équipes
  - Ligue de hockey junior AAA du Québec (LHJAAAQ) au Québec : 15 équipes
  - Ligue maritime de hockey junior A (LMHJA) en Nouvelle-Écosse, au Nouveau-Brunswick et dans l'Île du Prince-Édouard : 11 équipes

## Compétitions
- Nationale : Coupe de la Banque royale
- Pacifique : Coupe Doyle
- Ouest : Coupe Anavet
- Centrale : Coupe Dudley Hewitt
- Est : Coupe Fred Page

## Joueurs de l'année
- 1971-1978 Inconnu
- 1979 Tom Manley - Raiders de Nepean (CenJHL)
- 1980 Bruce Campbell - North Stars de North River (IJHL)
- 1981 James Patrick - Prince Albert Raiders (SJHL)
- 1982-1988 Inconnu
- 1989 Greg Johnson - Flyers de Thunder Bay (USHL)
- 1990 Duane Saulnier - Canadians junior de Halifax (MVJHL)
- 1991 Devin Edgerton - Broncos de Humboldt (SJHL)
- 1992 Paul Kariya - Panthers de Penticton (BCHL)
- 1993 Derek Cormier - Beavers de Moncton (MJAHL)
- 1994 Martin Duval - Elites de Chateauguay (QPJHL)
- 1995 Cory Cyrenne - Saints de St. Boniface (MJHL)
- 1996 Trent Walfort - 87's de Newmarket (OPJHL)
- 1997 Darryl Moxam - Sabrecats de Rayside-Balfour (NOJHL)
- 1998 Mike Comrie - Saints de St. Albert (AJHL)
- 1999 Dany Heatley - Canucks de Calgary (AJHL)
- 2000 Junior Lessard - Terriers de Portage (MJHL)
- 2001 Tyler Brosz - Grizzlys d'Olds (AJHL)
- 2002 Jeff Tambellini - Chiefs de Chilliwack  (BCHL)
- 2003 Mark Bomersback - Eagles de Canmore (AJHL)
- 2004 Nick Johnson - Saints de St. Albert (AJHL)
- 2005 Sam Colizza - Voyageurs de Kingston (OPJHL)
- 2006 Jordan Knox - Capitals de Summerside Western (MJAHL)
- 2007 Kyle Turris - Express de Burnaby (BCHL)
- 2008 Joe Colborne - Kodiaks de Camrose (AJHL)
- 2009 Eric Delong - Terriers de Portage (MJHL)
- 2010 Cody Kunyk - Crusaders de Sherwood Park (AJHL)